# Marta Litwińska-Werner
Marta Litwińska-Werner – polska prawnik, radca prawny, doktor habilitowany nauk prawnych, nauczyciel akademicki Uniwersytetu Warszawskiego, specjalistka w zakresie prawa handlowego.

## Życiorys
Po ukończeniu studiów prawniczych rozpoczęła wykonywanie zawodu radcy prawnego. W latach 1991–1999 była asystentem w Katedrze Prawa Handlowego (początkowo Zakład Prawa Handlowego) na Wydziale Prawa i Administracji Uniwersytetu Warszawskiego, następnie została nauczycielem akademickim na tym wydziale. W 1998 uzyskała doktorat na podstawie rozprawy Funkcje wyodrębnienia przedsiębiorstwa w znaczeniu przedmiotowym. Tam też w 2015 na podstawie dorobku naukowego oraz rozprawy pt. Handlowa spółka osobowa jako archetyp relacji prawnej pomiędzy jednostką a grupą uzyskała stopień doktora habilitowanego nauk prawnych w zakresie prawa, specjalność: prawo handlowe. Została adiunktem Uniwersytetu Warszawskiego zatrudnionym w Katedrze Prawa Handlowego Instytutu Prawa Cywilnego Wydziału Prawa i Administracji.